# Homole
Homole (deutsch Hummeln) ist eine Gemeinde in Tschechien. Sie liegt fünf Kilometer südwestlich des Stadtzentrums von České Budějovice am linken Ufer der Moldau.

## Geographie
Homole liegt nicht weit von Budweis in Südböhmen. An Homole grenzt Dubné im Norden, Litvínovice im Nordosten, Planá u Českých Budějovic im Osten, Boršov nad Vltavou im Süden, Vrábče im Südwesten, Závraty im Westen und Lipí im Nordwesten. Im Gemeindegebiet von Homole befindet sich ein Teil vom Flughafen Budweis. Weiterhin verläuft die Silnice II/143 durch Homole.
Durch Homole fließt horizontal der Fluss Homolský potok, welcher nördlich vom Ortsteil Černý Dub den Teich Černodubský rybnik bildet.

## Geschichte

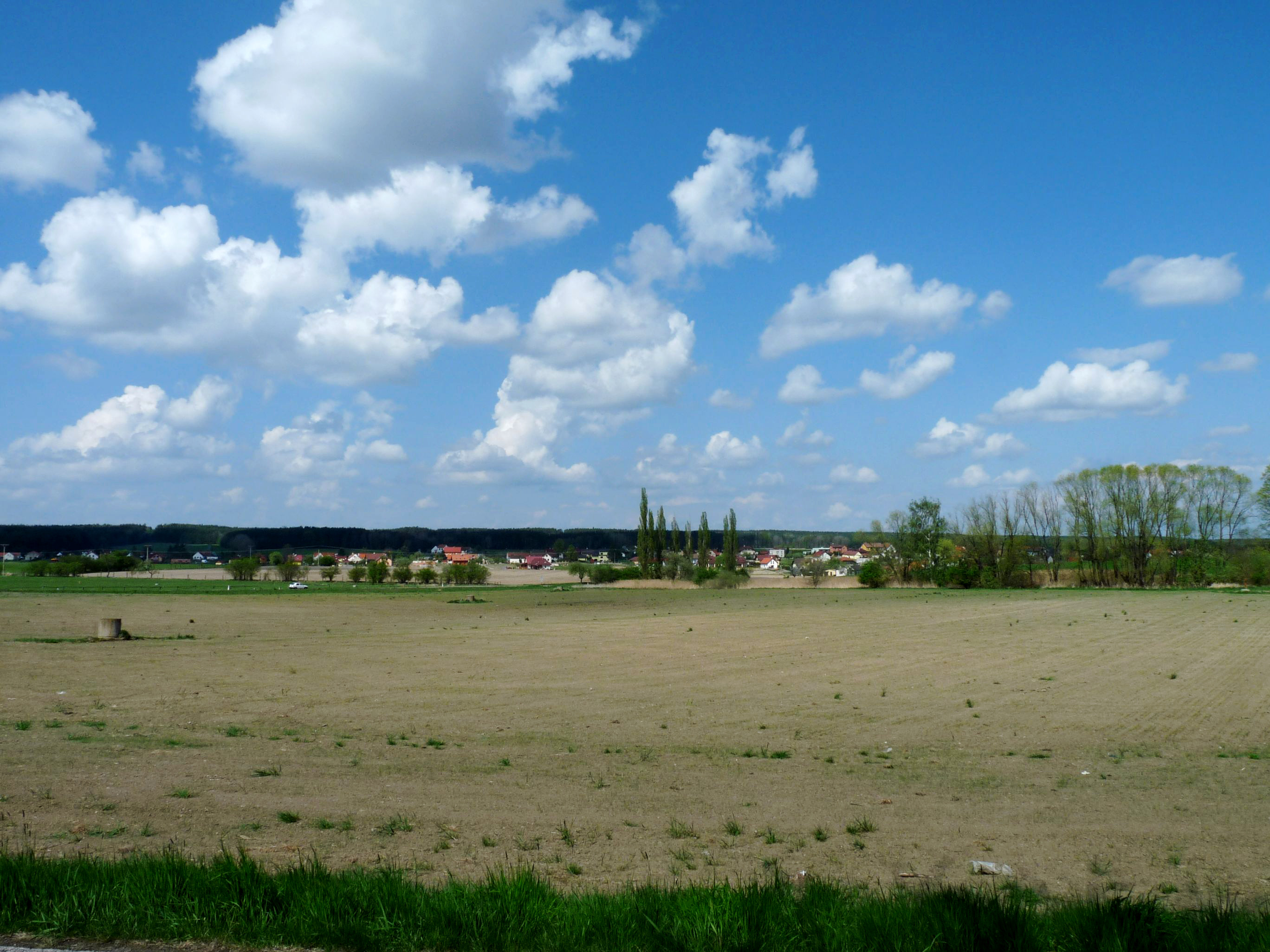
Homole aus der Ferne

Der Ort wurde als Villa Hommili 1362 erstmals erwähnt, als die Brüder Peter II., Ulrich I., Jost und Johann von Rosenberg den Klarissen- und Minoritenklöstern in Krumlov die Abgaben überließen.
Bereits im 15. Jahrhundert befanden sich in Homole eine Mälzerei und ein Kretscham. 1464 ließ die Budweiser Bürgerschaft deshalb den Ort überfallen und sämtliches Braugerät der Rosenberger zerstören.
Im Jahre 1620 fielen die Truppen der Aufständischen unter Peter Ernst II. von Mansfeld in Hummeln ein und plünderten das Dorf. Seit 1687 gehörte Hummeln und das zugehörige Cernoduben zum Besitz der Stadt Budweis. Mit der Abschaffung der Grundherrschaften in Böhmen wurde Hummeln ab 1850 zur eigenständigen Gemeinde, zu der ab 1868 die Ortsteile Cernoduben und Plan hinzukamen. 1891 ging die Eisenbahn von Budweis nach Krummau in Betrieb, dabei erhielt Cernoduben eine Haltestelle. 1898 entstand die deutsche Zweiklassenschule in Hummeln und 1900 beschlossen die Dörfer Zawraten, Neuhummeln, Cernoduben und Kleinkorosek die Einrichtung einer gemeinsamen Freiwilligen Feuerwehr. Die Pfarrkirche befand sich in Payreschau. 1913 hatte Hummeln 903 Einwohner, von denen 502 Deutsche und 401 Tschechen waren.
Nach dem Ersten Weltkrieg entwickelten sich im Dorf nationale Gegensätze und 1919 traten Tschechen und Deutsche bei den Gemeinderatswahlen gegeneinander an, wobei die Tschechen 8 und die Deutschen 7 Sitze errangen. 1922 wurde mit dem Bau einer tschechischen Schule begonnen.
Während des Zweiten Weltkrieges wurden ab 1944 in den Werkhallen von Korosek vermutlich Zubehörteile zur Messerschmitt Me 262 hergestellt, die auch auf dem benachbarten Militärflugplatz in Plan stationiert war. Nach Kriegsende wurde die deutsche Bevölkerung im Zuge der Beneš-Dekrete vertrieben und deren Besitz konfisziert. 1946 siegten die Kommunisten bei den örtlichen Wahlen und 1957 wurden die Bauern kollektiviert.
Im Jahre 2003 wurde Homole als Südböhmisches Dorf des Jahres ausgezeichnet.

## Gemeindegliederung
Die Gemeinde Homole besteht aus den Ortsteilen Černý Dub (Cernoduben), Homole (Hummeln) und Nové Homole (Neuhummeln). Grundsiedlungseinheiten sind Černý Dub, Černý Dub-u nádraží, Dvůr Koroseky (Hof Korosek), Homole und Nové Homole.

## Bevölkerungsentwicklung
| Jahr      | 1869 | 1880 | 1890 | 1900 | 1910 | 1921 | 1930 | 1950 | 1961 | 1970 | 1980 | 1991 | 2001 | 2011 | 2021 |
| --------- | ---- | ---- | ---- | ---- | ---- | ---- | ---- | ---- | ---- | ---- | ---- | ---- | ---- | ---- | ---- |
| Einwohner | 510  | 595  | 601  | 656  | 678  | 685  | 674  | 1425 | 683  | 648  | 768  | 748  | 827  | 1326 | 1676 |

## Sehenswürdigkeiten
Die Herz-Jesu-Kapelle in Nové Homole wurde im Jahre 2003 zum Kulturdenkmal erklärt.